# Olof Rydbeck (fysiker)
För ambassadören och radiomannen med samma namn, se Olof Rydbeck
Olof Erik Hans Rydbeck, född 12 februari 1911 i Greifswald, död 27 mars 1999 i Onsala församling, var en svensk fysiker, brorson till Otto Rydbeck.

## Biografi
Rydbeck blev Doctor of Science vid Harvard 1940, docent i tillämpad elektronfysik, speciallärare i teleteknik 1940–1945, i telegrafi och telefoni 1945–1946, professor i radioteknik 1945–1948, i elektronik 1948–1963, i elektronfysik 1963–1979 vid Chalmers tekniska högskola. Det var till stor del hans förtjänst att Onsala rymdobservatorium kom att byggas. Rydbeck blev också observatoriets förste föreståndare (1949–1980). Rydbeck invaldes 1945 som ledamot av Kungliga Vetenskaps- och Vitterhetssamhället i Göteborg, 1947 som ledamot av Vetenskapsakademien och av Ingenjörsvetenskapsakademien, 1973 som ledamot av Kungliga Fysiografiska Sällskapet i Lund samt 1975 som ledamot av Kungliga Vetenskaps-Societeten i Uppsala.
Hans arbete On the propagation of radio waves belönades 1945 med Polhemspriset. Ingenjörsvetenskapsakademien tilldelade honom 1977 Stora guldmedaljen "för hans insatser inom elektroniken och radioastronomin". Han utsågs till hedersdoktor vid Kungliga Tekniska Högskolan 1991.